# じょうぎ腕

銀河系の渦状腕の概略

じょうぎ腕（じょうぎわん、Norma Arm）は、銀河系の銀河核から放射状に伸びる渦状腕の1つである。じょうぎ腕の内側の部分は、狭い意味でのじょうぎ腕である。外側の部分は、はくちょう腕とも呼ばれ、ペルセウス腕の外側に位置する。じょうぎ腕の半径は15.5 ± 2.8キロパーセクである。地球から見るとじょうぎ座の方角に見えることから、この名前が付けられた。
太陽の存在する銀河系は、その他の同型の多くの銀河と同様に、重力の力によって比較的平たい銀河円盤上に配列された恒星から構成される。この銀河円盤は回転し、中央の高密度の領域にある恒星は、銀河円盤の端にある恒星よりも速く動いている。結果として、銀河の形をその真上か真下から見ると、渦巻きの形になる。
局部的な重力の大きさの違いによって、渦は、いくつかの「渦状腕」から構成される。渦状腕自体も非常に多数の恒星から構成される。